# Sitemu
Baga Sitemu (ISO 639-3: bsp; auch baka, rio pongo baga, sitemuú, stem baga und tchitem) ist eine westatlantische Sprache, die von 4.000 Einwohnern der guineischen Regionen Boké und Boffa, am südlichen Ufer des Flusses Nunez gesprochen wird.
Die Sprache zählt zur unmittelbaren Gruppe der Mel-Sprachen.
Die Sprache ist verwandt mit dem Landoma [ldm] der Temne-Sprachen [tem] sowie der temnischen Sprache selbst und ist Teil der Baga-Sprachen.